# Minzöl
Minzöl (Japanisches Pfefferminzöl oder Japanisches Heilpflanzenöl) ist ein aus dem Kraut bestimmter  Ackerminzen gewonnenes ätherisches Öl.  Es wird als kostengünstige Alternative zu  Pfefferminzöl in ähnlichen Anwendungsgebieten eingesetzt.

## Herstellung

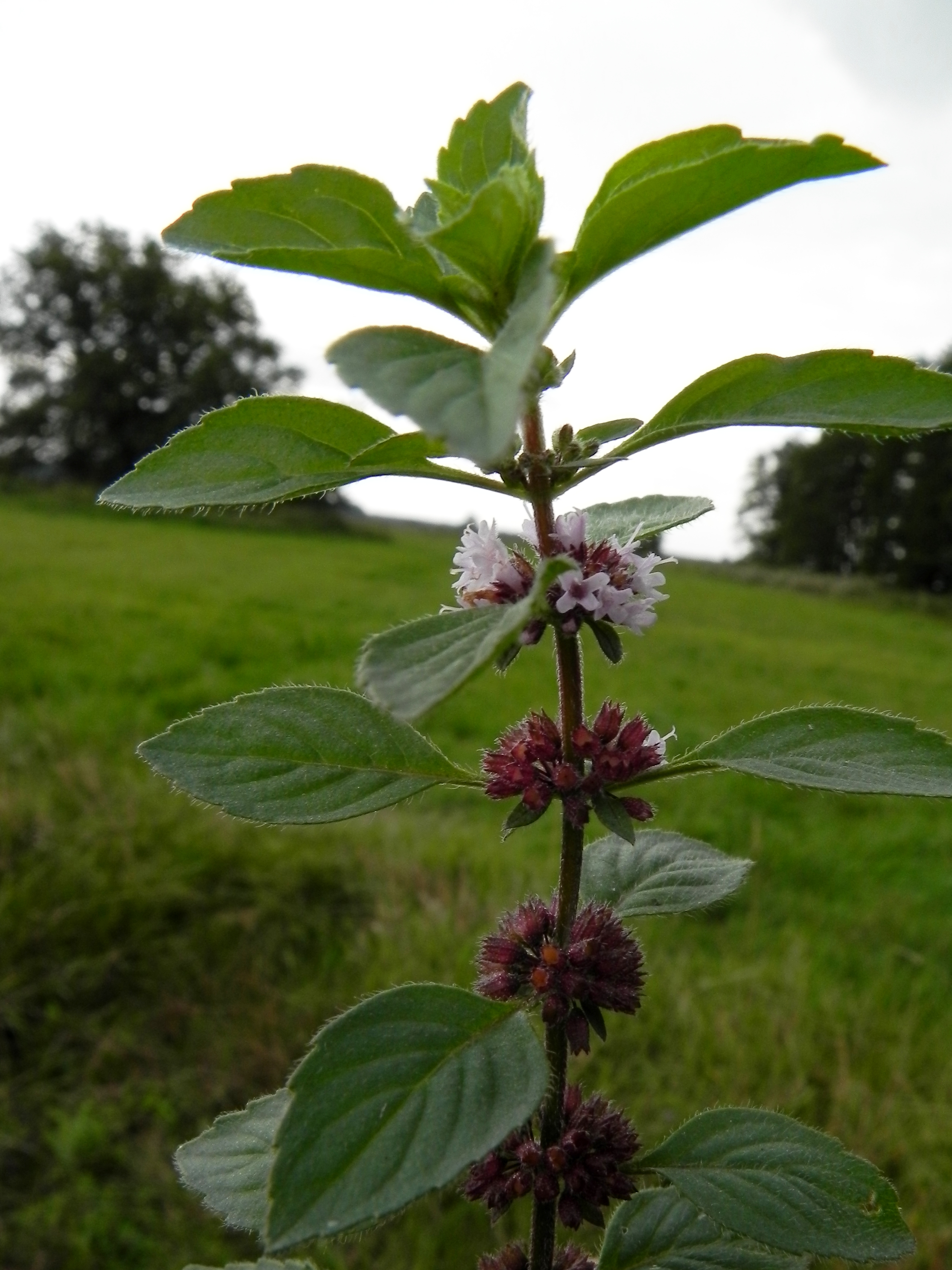
Ackerminze (Mentha arvensis)

Das ätherische Öl wird mittels Wasserdampfdestillation aus dem Kraut mentholreicher Kulturformen der Ackerminze gewonnen. Für pharmazeutische Qualitäten des Öls (Menthae arvensis aetherolum) sind Mentha arvensis L. var. piperascens MALINV.  ex HOLMES (Japanische Minze) sowie Mentha canadensis L. zulässige Stammpflanzen. Aus dem primär gewonnenen sehr mentholreichen dickflüssigen  Öl (Mentholgehalt bis zu 90 Prozent) wird ein Teil des Menthols nach Kristallisation durch Filtration  abgetrennt und nach Rektifikation das Minzöl erhalten.
Ein naturbelassenes Minzöl gibt es nicht, da der natürliche Mentholgehalt für eine Anwendung zu hoch ist und somit abgesenkt werden muss. Die Ackerminze dient zur Gewinnung natürlichen Menthols für die Arznei- und Kosmetikindustrie. Von Mentha arvensis gibt es unterschiedliche Pflanzenzüchtungen, die das Ziel haben, den Mentholgehalt und die ätherische Ölausbeute zu erhöhen. So liegt der Mentholgehalt neuerer Pflanzenzüchtungen bei ca. 90 Prozent der gesamten Ölmenge.

## Inhaltsstoffe
Minzöl enthält ca. 30 bis 50 % Menthol, ca. 17 bis 35 % Menthon, ca. 5 bis 13 % Isomenthon, ca. 1,5 bis 7 % Menthylacetat und ca. 2,5 bis 5 % Menthofuran, sowie weitere Terpene.

## Wirkung
Die chemische Hauptkomponente des Öls ist Menthol. In  höherer Dosierung wirkt das Öl daher lokal betäubend (anästhesierend) und schmerzunterdrückend (analgetisch), die Wirkung entspricht der des (echten) Pfefferminzöls.
Menthol wirkt am Kälte-Menthol-Rezeptor (TRPM8), daher hat das Öl einen (scheinbar) kühlenden Effekt, die Körpertemperatur wird jedoch nicht beeinflusst. Diese Wirkung ist vergleichbar mit dem Hitzereiz des Capsaicin.

## Anwendung
Innerlich wird Minzöl bei Blähsucht (Meteorismus), funktionellen Magen-, Darm- (Reizdarm) und Gallenbeschwerden sowie Katarrhen der oberen Luftwege angewendet. Die äußerliche Anwendung erfolgt zur Linderung der Symptome von Erkältungen. Mit Hilfe von Inhalation können festsitzender Husten gelöst und die oberen Atemwege frei gemacht werden. Das Einreiben verspannter Muskelpartien mit Minzöl bewirkt eine Linderung der Beschwerden.
Minzöl wird ferner als Aroma in Lebensmitteln und Mundpflegemitteln eingesetzt. 
Es dient in den Niederlanden als Vergällungsmittel für Alkohol.

## Anwendungsbeschränkung
Minzöl und minzölhaltige Zubereitungen dürfen nicht bei Kleinkindern und Säuglingen angewendet werden, es besteht die Gefahr lebensbedrohlicher Atemnotzustände.